# KZMP (AM)
KZMP (1540 kHz) é uma estação de rádio AM comercial licenciada para University Park, Texas, e servindo o Metroplex de Dallas-Fort Worth. É de propriedade da Estrella Media e exibe um formato de rádio clássico regional mexicano. A programação é simulcast da copropriedade 106,7 KZZA.